# Pseudo-Joachim van Fiore

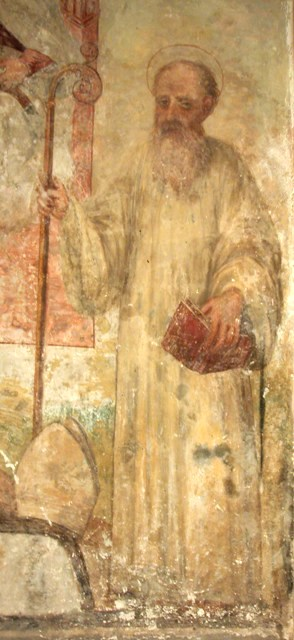
Joachim van Fiore

Pseudo-Joachim van Fiore is de naam die gegeven wordt aan de onbekende schrijvers van bepaalde 13e-eeuwse apocalyptische teksten. Lange tijd werd aangenomen dat Joachim van Fiore de auteur was, doch midden 19e eeuw werd aangetoond dat dit onmogelijk was.

## Achtergrond
Joachim van Fiore was een zeer invloedrijk 11e-eeuws Italiaans cisterciënzermonnik en theoloog. Hij werd bekend met zijn apocalyptische theorie over het tijdperk van de Heilige Geest dat zou aanbreken. Reeds tijdens zijn leven kreeg hij veel volgelingen en richtte hij eigen kloosters op, waaruit later een afzonderlijke orde zou ontstaan: de joachimieten. Zijn ideeën sloegen niet alleen aan binnen zijn eigen orde, maar ook bij andere religieuzen. Met name heel wat franciscaanse Spiritualen waren aanhanger van zijn denken. Joachim van Fiore overleed in 1202. Zijn werken bleven evenwel nog enkele eeuwen populair en werden in de 16e eeuw ook gedrukt. Enkele van de meest populaire werken van Joachim, die ook als eerste gedrukt werden, bleken later echter niet van hem te zijn.
Twee werken die lange tijd populair waren, zijn met zekerheid niet van de hand van Joachim van Fiore en worden toegeschreven aan Pseudo-Joachim van Fiore: Super Hieremiam en Super Prophetas. Een derde werk - Super Sibillis et Merlino - is naar alle waarschijnlijkheid evenmin van Joachim van Fiore. Aan enkele andere wordt nog getwijfeld.

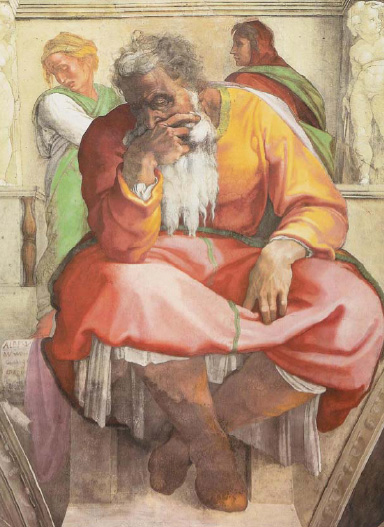
De profeet Jeremia in de Sixtijnse Kapel

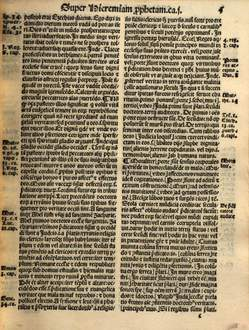
Pagina uit Super Hieremiam

## Super Hieremiam
Super Hieremiam verwijst naar het boek Jeremia uit het Oude Testament. Super Hieremiam werd zogenaamd geschreven door Joachim dictus abbas ("Joachim, abt genoemd"), die zichzelf beschouwt als een tweede profeet Jeremia. De profeet Jeremia deed profetieën over het koninkrijk Juda en de Babylonische ballingschap. Het boek Jeremia geeft deze weer in 52 hoofdstukken. De schrijver van Super Hieremiam meende de profetieën van Jeremia te kunnen doortrekken naar gebeurtenissen na het jaar 1200. Het bevat eveneens 52 hoofdstukken waarin parallellen worden getrokken tussen Nebukadnezar en Duitse heersers, en tussen de koningen van Juda en de pausen. De tekst is echter op een erg ontoegankelijke manier geschreven, wat interpretatie moeilijk maakt.
Gedurende zes eeuwen was Super Hieremiam het meest bekende en meest geciteerde werk van Joachim van Fiore. In de 16e eeuw werd het tweemaal gedrukt in Venetië (in 1516 en in 1525) en een derde keer in Keulen (in 1577). De drie belangrijkste echte werken van Joachim van Fiore werden in dezelfde periode slechts eenmaal gedrukt.

### Auteurschap van Joachim van Fiore
Eeuwenlang werd ervan uitgegaan dat Super Hieremiam door Joachim van Fiore geschreven werd in 1197. Salimbene de Adam citeerde het meer dan tienmaal in zijn werk. In 1859 publiceerde Karl Friderich een artikel waarin hij beargumenteerde dat de commentaren op Jesaja (Super Prophetas) en op Jeremia (Super Hieremiam) niet door Joachim van Fiore konden geschreven zijn. Als argumenten tegen het auteurschap van Joachim van Fiore werd aangehaald dat de tekst heel wat gedetailleerde passages over de bedelorden bevatte, die Joachim van Fiore niet kon geweten hebben. Bovendien was de stijl ongewoon voor hem. Friderich baseerde zijn conclusies volledig op de 16e-eeuwse gedrukte versie van de tekst. Sindsdien bevestigden latere auteurs de conclusies van Friderich en werd de tekst toegeschreven aan Pseudo-Joachim van Fiore.

### Oorsprong van de tekst
Als Joachim van Fiore niet de auteur was, stelde zich de vraag naar de correcte situering en het werkelijke auteurschap. Over de situering in de tijd bestaat betrekkelijke eensgezindheid: de tekst moet geschreven zijn voor 1248, vermoedelijk rond 1243. Over de achtergrond van de auteur(s) is minder eensgezindheid. Een strekking is van oordeel dat de auteurs in franciscaanse middens moeten gezocht worden. Hun oordeel is gebaseerd op de vaststelling dat in de tekst heel wat verwijzingen lijken voor te komen naar de eschatologische rol (de rol in de komst van de eindtijd) van franciscaanse orde en ook van de dominicanen. Bovendien was geweten dat heel wat franciscanen in die tijd aanhanger waren van de leer van Joachim van Fiore. Meer specifiek wordt gedacht aan de kring rond Johannes van Parma, die een tijdlang generale minister van de franciscanen was, maar moest aftreden wegens sympathie voor Joachim van Fiore.
Een tweede strekking, voor het eerst verwoord door Marjorie Reeves in 1951, stelt dat het werk ontstond binnen de joachimieten, de orde die door Joachim van Fiore werd opgericht. Aanhangers van deze strekking wijzen erop dat verschillende passages uit de tekst duidelijk verwijzen naar Joachim van Fiore zelf en naar de cisterciënzers, die hij bleef respecteren. Ook zou er verwezen worden naar de veroordeling van de leer van Joachim van Fiore op het Vierde Lateraans Concilie in 1215.
Een derde strekking, voor het eerst vertolkt door Robert Moynihan in 1986, stelt dat beide voorgaande strekkingen gedeeltelijk gelijk hebben: de tekst is geëvolueerd en aangevuld doorheen de jaren en zowel franciscanen als joachimieten hadden hierin mogelijk een aandeel. Bovendien is het mogelijk dat de huidige teksten oorspronkelijk gebaseerd waren op een tekst van Joachim van Fiore zelf. De tekst is zeker niet in zijn geheel van Joachim van Fiore omdat er passages in staan die te duidelijk verwijzen naar gebeurtenissen uit de jaren 1230 en 1240. Bovendien wijken sommige stukken te zeer af van de ideeën van Joachim van Fiore. Van de Super Hieremiam bestaan verschillende versies. Er lijkt een kernachtige basistekst te zijn, aangevuld tot een korte versie en een lange versie. De korte versie lijkt de oudste te zijn. De lange versie bevat aanvullingen, maar laat anderzijds ook stukken uit de korte versie weg: onder meer stukken over de zeven zegels en de verbreking ervan, verwijzend naar de Openbaring van Johannes en die nauw verbonden waren met het denken van Joachim van Fiore. In de loop der tijd werden glossen toegevoegd aan de tekst, die in de langere versies mee in de tekst verwerkt werden. De lange versie werd ongeveer driemaal zo lang als de korte en gaat veel meer in op 13e-eeuwse politieke ontwikkelingen en op de mogelijke hereniging van de Latijnse met de Griekse kerk. De teksten werden steeds scherper in hun veroordeling van de wereldse kerk en in hun eerbetoon aan de franciscanen.

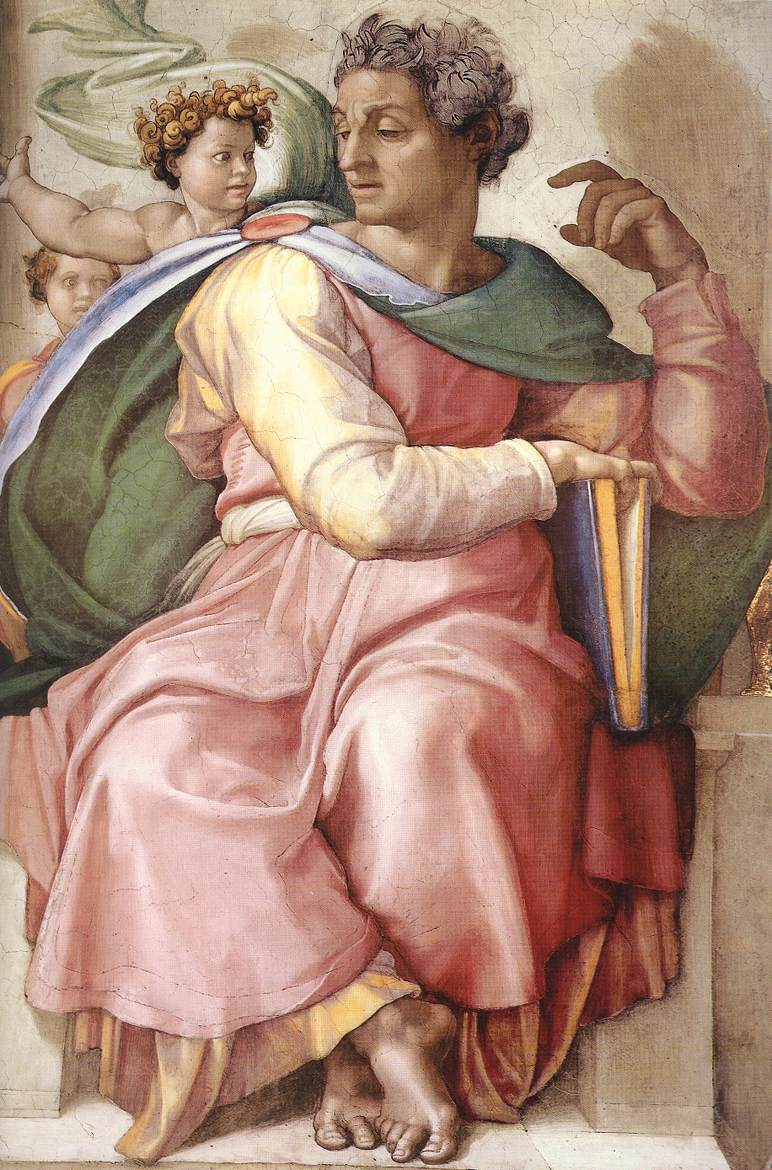
De profeet Jesaja in de Sixtijnse Kapel

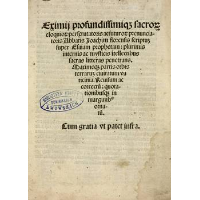
Pagina uit Super Esaiam Prophetam

## Super Prophetas
Super Prophetas (ook Super Esaiam of Super Esaiam Prophetam - dit laatste is de titel van de eerste gedrukte versies begin 16e eeuw) verwijst naar het boek Jesaja uit het Oude Testament. Van de Super Prophetas (of van belangrijke delen eruit) zijn 21 manuscripten bekend, van de 13e tot begin 16e eeuw. De Super Prophetas is de enige 13e-eeuwse tekst van Pseudo-Joachim van Fiore die verschillende tekeningen bevat.
Het werk is samengesteld uit vier verschillende delen en kan beschouwd worden als een kleine verzameling van verschillende werken van Pseudo-Joachim van Fiore:
1. Praemissiones
2. Een onvolledige commentaar op de profeet Jesaja
3. De oneribus sexti temporis: over de profetische werken
4. De septem temporibus ecclesie: over de zeven zegels van de Openbaring en de zeven tijdperken van de kerk.

De teksten bevatten bovendien uitgebreide glossen.
Super Prophetas was een minder gekend werk dan de Super Hieremiam en als er naar verwezen werd, was het meestal nog enkel naar de Praemissiones.

### Auteurschap van Joachim van Fiore
Net zoals bij de Super Hieremiam werd er zeer lang van uitgegaan dat Super Prophetas een werk van Joachim van Fiore was. Het was dezelfde Karl Friderich die in 1859 ook de oorsprong dit werk in vraag stelde, omwille van dezelfde redenen. Er wordt verwezen naar personen en gebeurtenissen die Joachim van Fiore onmogelijk kon hebben gekend. Verder verschilt de stijl erg van de gekende stijl van Joachim van Fiore: Super Prophetas lijkt minder zorgvuldig te zijn geschreven en mist diepgang en helderheid. Tot slot is er inhoudelijk een veel sterkere kritiek te vinden op de scholastiek en de kerkelijke regelgeving.

### Oorsprong van de tekst
Er is eensgezindheid dat Super Prophetas in de 13e eeuw geschreven werd in Zuid-Italië. De tekst werd verspreid doorheen Europa, maar vooral in Italië en Bohemen. Hoewel er geen eensgezindheid is over en meer nauwkeurige datering en sommigen aannemen dat de tekst stamt uit de jaren 1240 of 1250, zijn de meesten het er over eens dat de tekst dateert uit de jaren 1260.
Over de achtergrond van de schrijvers is ook hier weer geen eensgezindheid. Er zijn weer drie strekkingen. De eerste schrijft Super Prophetas toe aan franciscaanse Spiritualen. Een tweede strekking schrijft de tekst toe aan de joachimieten en een derde strekking meent dat de tekst door cisterciënzers is geschreven.